# Centrale hydroélectrique de Hrauneyjafoss
La centrale hydroélectrique de Hrauneyjafoss (Hrauneyjafosstöð en islandais) est une centrale hydroélectrique utilisant l'énergie de la rivière Tungnaá. Elle est située sur la route du Sprengisandur, près de la cascade Hrauneyjafoss, dans le sud-ouest de l'Islande. Elle est exploitée par Landsvirkjun. Elle fut construite en 1981, soit quelques années à peine après la construction de la centrale hydroélectrique de Sigalda, située à 5 km de là. Avec une puissance de 210 MW, c'est la troisième plus grande centrale du pays.
Une équipe d'environ 20 personnes s'occupe de la maintenance de cette centrale, assurant en même temps la maintenance de celle de Sigalda et de Vatnsfell.